# سادور
سادور یک شخصیت سرزمین میانی از رشته‌افسانه‌های تالکین است. او به خاندان هورین در دور-لومین خدمت می‌کرد و دوست پسرشان تورین بود.

## توضیح
سادور در جوانی یک نجار بود اما در سال ۴۵۵ سال‌های خورشید برای نبرد شعله‌های ناگهان از سوی فین‌گولفین شاه بزرگ نولدور فراخوانده شد. او برای همراهی در جنگ خیلی دیر رسید اما کارهای بزرگی در این نبرد انجام داد. او در سال ۴۶۲ نیز از باراد ایتل (از مکان‌های فرعی در بلریاند) دفاع کرد. پس از جنگ‌ها او دوباره به جنگل بازگشت و به نجاری ادامه داد و در حادثه ای پای راستش را با تبر قطع کرد.